# Svatá Anna (Oslov)
Svatá Anna (deutsch St. Anna) ist ein Ortsteil der Gemeinde Oslov in Tschechien. Er liegt 13 Kilometer nördlich von Písek und gehört zum Okres Písek.

## Geographie
Svatá Anna befindet sich im Mittelböhmischen Hügelland rechtsseitig der Einmündung des Baches Strouha in die Otava auf einer Landzunge im Orlíkstausee. Südlich von Svatá Anna mündet die Lomnice in die Otava. Gegen Nordosten erstreckt sich der Wald Červený les, im Osten liegt der Teich Dejmov. Östlich des Dorfes verläuft die Staatsstraße II/138 zwischen Zvíkovské Podhradí und Oslov, von der bei Dejmov ein Fahrweg nach Svatá Anna führt.
Nachbarorte sind Na Budách, Kopanina, Zbonín und Zvíkov im Norden, Zvíkovské Podhradí, Bohuslavský, Kučeř, U Moravců, U Kloboučníků und V Dolanech im Nordosten, Dejmov, Květov, Pazderna, Dolnice und Vůsí im Osten, Strouha, Zběrov, Červená 2. díl und Oslov im Südosten, Pazderny, Tukleky und U Chyšáků im Süden, Dědovice, Doupata und U Štědronských im Südwesten, Štědronín im Westen sowie Varvažov und Varvažovská Paseka im Nordwesten.

## Geschichte
Auf dem steilen Felssporn einer Flussschleife der Otava über den St.-Anna-Stromschnellen (Anenské proudy) befand sich in der ersten Hälfte des 16. Jahrhunderts eine Einsiedelei. In den Jahren 1545–1548 ließ der Besitzer der Herrschaft Klingenberg, Heinrich von Schwanberg an deren Stelle für 81 Schock Groschen die Kapelle der hl. Anna errichten.
Im Jahre 1574 verband Christoph von Schwanberg die Herrschaft Klingenberg mit seiner drei Jahre zuvor erworbenen Herrschaft Worlik und kaufte Klingenberg im Jahre darauf als erblichen Besitz. Nach der Schlacht am Weißen Berg wurde der Nachlass des Peter von Schwanberg konfisziert und 1622 die Eggenberger Besitzer der Herrschaft Worlik mit Klingenberg. Nachdem 1717 die Eggenberger im Mannesstamme erloschen, erbte das Haus Schwarzenberg deren Besitzungen. Nach dem Annentag wurde seit dem 18. Jahrhundert jährlich eine St.-Annen-Wallfahrt abgehalten.
Im Jahre 1837 bestand St. Anna aus 7 Häusern mit 65 Einwohnern. Auf dem hohen felsigen Ufer stand die öffentliche Kapelle der hl. Anna. Im Tal der Wottawa waren Spuren ehemaliger Goldwäschereien zu finden. Pfarrort war Woslow. Bis zur Mitte des 19. Jahrhunderts blieb St. Anna als Teil der Herrschaft Klingenberg der Fideikommissherrschaft Worlik samt den Allodialgütern Zalužan, Zbenitz und Bukowan untertänig.
Nach der Aufhebung der Patrimonialherrschaften bildete Svatá Anna / Sanct Anna ab 1850 einen Ortsteil der Gemeinde Podhradí in der Bezirkshauptmannschaft Písek und dem Gerichtsbezirk Mirovice. Das Dorf bestand aus neun strohgedeckten Chaluppen. Die Bewohner waren Forstarbeiter und Flößer. Da auf dem Felssporn kein Ackerbau möglich war, bewirtschaften die Chalupner am linken Otava-Ufer unterhalb des Hanges Hřebínek in Kopaniny kleine Felder in Handarbeit. Diese waren wegen des steilen Hanges nicht mit Fuhrwerken erreichbar, so dass die Ernte mit Tragekörben nach Svatá Anna gebracht werden musste, auf gleiche Art wurde der Stallmist zu Düngung hinabgetragen. Auch das Trinkwasser musste mit hölzernen Butten aus dem Tal geholt werden. Über die Otava wurden später zwei Kahnüberfuhren angelegt.
Während des Deutschen Krieges besetzte nach der Schlacht bei Königgrätz ein preußisches Heer unter Kommando von Eberhard Herwarth von Bittenfeld am 10. August 1866 mit 60.000 Infanteristen und 12.000 Kavalleristen die Gegend für mehrere Tage. Die Infanterie lagerte gegenüber von Svatá Anna auf dem Gebiet des heutigen Erholungszentrums Jitex bei Štědronín. Ihr Hauptquartier schlugen die Preußen in der Burg Worlik auf.
Infolge des seit dem Ende des 19. Jahrhunderts aufgekommenen Interesses der Bevölkerung an den historischen Stätten der Region ließ der Klub československých turistů zu Ehren von August Sedláček in den Jahren 1924 bis 1928 zwischen der Burg Zvíkov und Písek entlang der Otava den 25 km langen Sedláček-Steig (Sedláčkova stezka) anlegen, der mit Blick auf Svatá Anna linksseitig um die Flussschleife geführt wurde. Svatá Anna und Oslov lösten sich 1928 von Zvíkovské Podhradí los und bildeten die Gemeinde Oslov.
Zwischen 1956 und 1963 erfolgte der Bau der Orlík-Talsperre mit der im Otavatal die Siedlungen Cukava, Mošovice, U Urycha und U Vlků überflutet wurden. Mit dem Anstieg des Wasserspiegels um 35 m versanken im Stausee auch die Stromschnellen der Otava zwischen der Lomnice-Mündung und Svatá Anna sowie der untere Abschnitt des Sedláček-Steiges; von diesem sind an den gegenüberliegenden Felsen noch einige Teilstücke sichtbar.
Im Jahre 1991 hatte Svatá Anna zwei Einwohner, beim Zensus von 2001 lebten in den sieben Wohnhäusern drei Personen.

## Ortsgliederung
Der Svatá Anna ist Teil des Katastralbezirkes Oslov. Zum Ortsteil gehören auch die Einschichten Dejmov und Strouha.

## Sehenswürdigkeiten
- Spätgotische Kapelle der hl. Anna, erbaut 1545–1548. Das barocke Altarbild der Heiligen stammt aus der 1. Hälfte des 18. Jahrhunderts.
- Naturreservat Krkavčina, Felshang an einem Flussknie der Otava, südlich von Svatá Anna

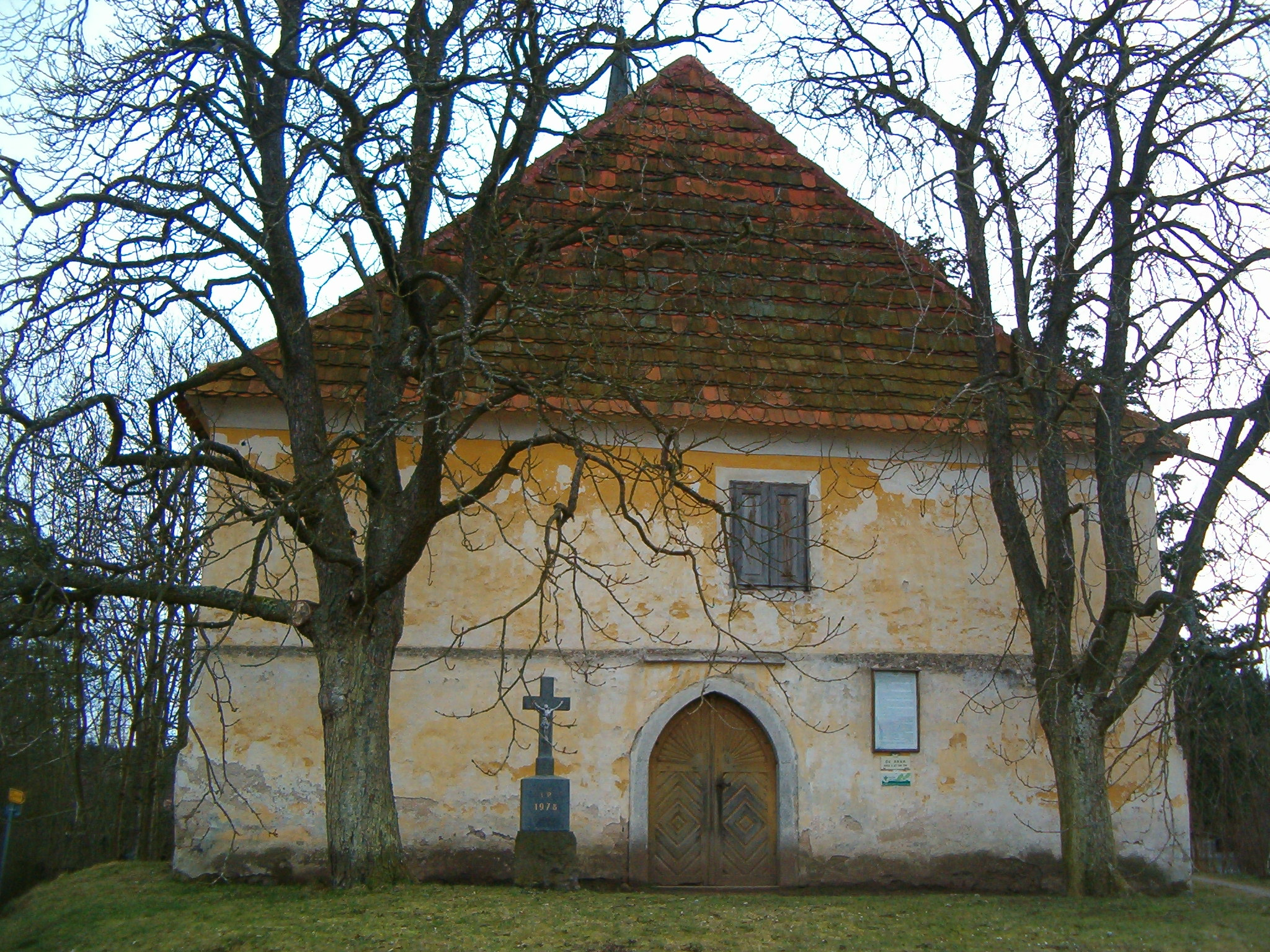
Kapelle der hl. Anna
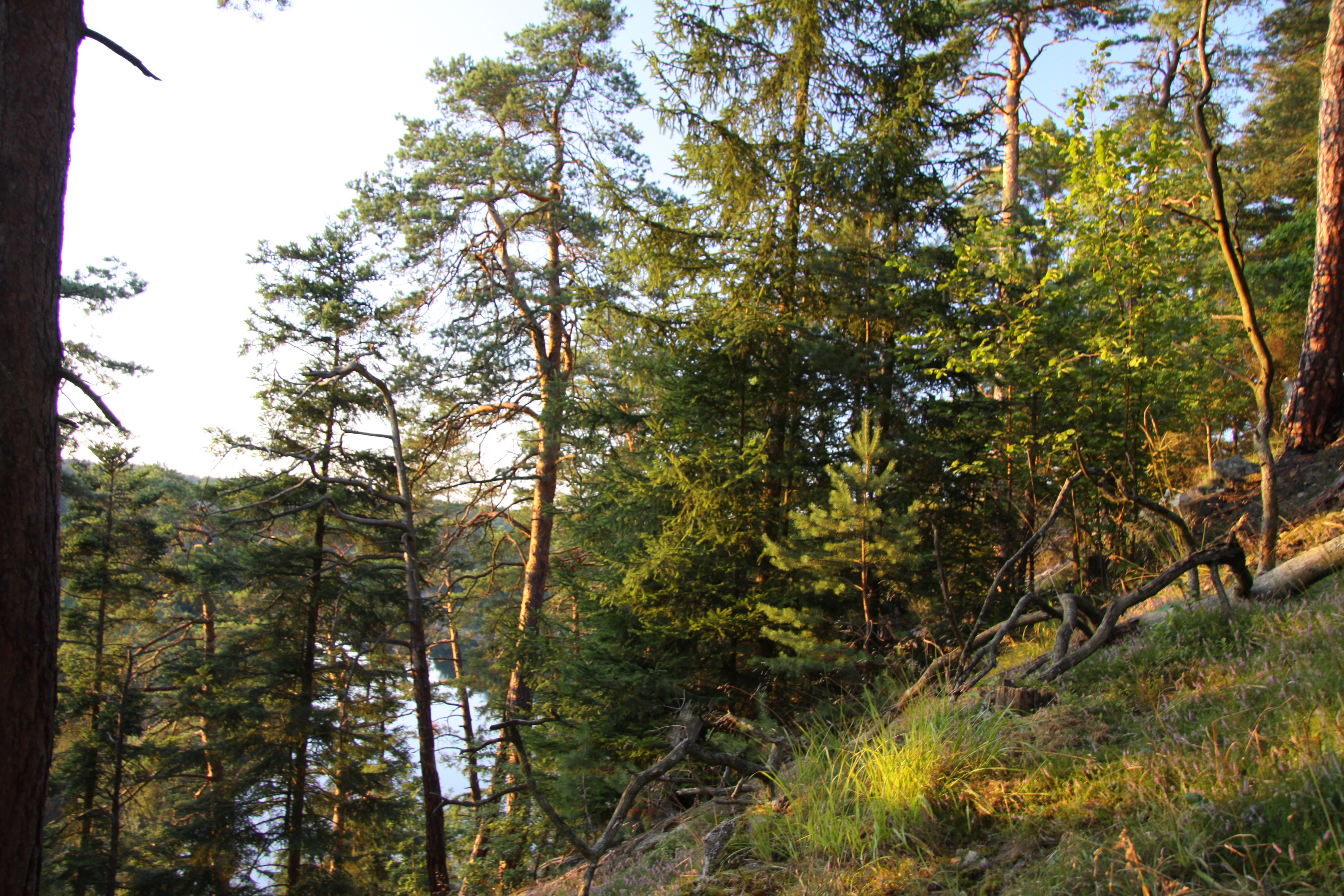
Naturreservat Krkavčina

## Legenden
Die Kapelle der hl. Anna ist Gegenstand mehrerer Sagen. So soll die Kapelle der Ausgang eines Geheimganges von der Burg Zvíkov sein. In der Kapelle soll ein großer Schatz vergraben sein, der erst zu einer Zeit, in der Böhmen am Rande des Verderbens stehe, zum Vorschein komme. Angeblich soll um 1806 danach gegraben worden sein, wobei nur ein leerer Kasten gefunden wurde. Außerdem soll sich an der Südseite des Altars das Grab eines unbekannten Jünglings befinden.